# Otto suite per clavicembalo

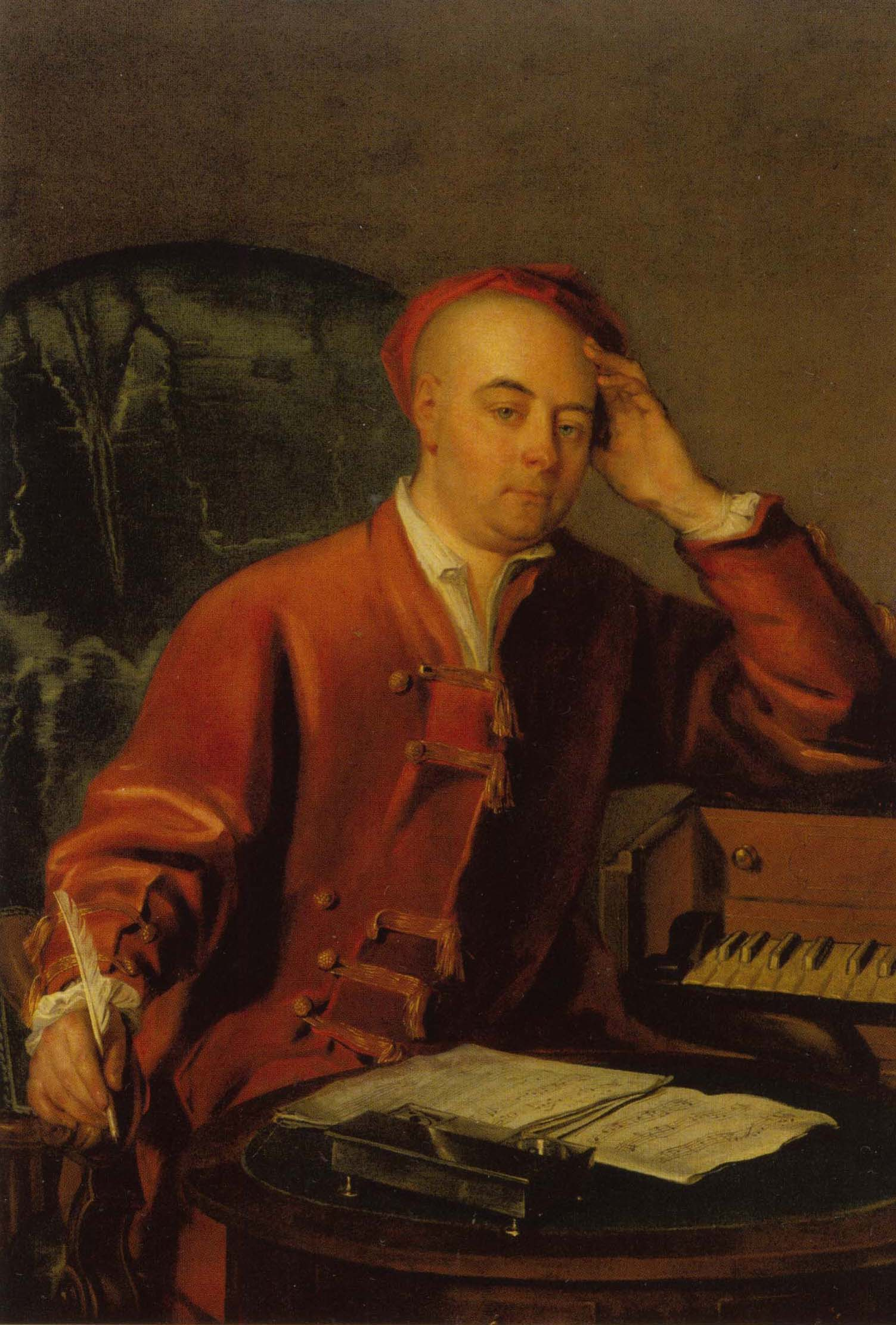
Georg Friedrich Händel.

Con l'espressione otto suite per clavicembalo HWV 426-433 (conosciute anche come otto grandi suite per clavicembalo) ci si riferisce a una raccolta di composizioni di Georg Friedrich Händel pubblicata nel 1720.

## Storia
Le composizioni per clavicembalo di Händel sono estremamente numerose e il loro censimento è reso difficoltoso dal fatto che il compositore non le raccolse ordinatamente. Tuttavia, le otto suite HWV 426-433 vennero pubblicate sotto il diretto controllo di Händel il 14 novembre 1720 a Londra. Questo perché, come ci informa il compositore stesso nella prefazione, erano state pubblicate ad Amsterdam alcune copie non autorizzate contenenti errori, stampate senza il suo permesso e senza che lui potesse trarne profitto:
(Sono stato costretto a pubblicare alcune delle seguenti lezioni perché copie errate di esse sono apparse all'estero a mia insaputa. Ne ho aggiunte molte altre per rendere il lavoro più utile, sperando in una ricezione favorevole da parte del pubblico. Continuerò a pubblicare altri pezzi, perché considero mio dovere, con il mio modesto talento, servire un Paese dal quale ho ricevuto così generosa protezione.)

## Struttura
Sotto diversi aspetti, le otto suite del 1720 sono poco convenzionali: generalmente i predecessori e i contemporanei di Händel raggruppavano le loro opere (non solo suite, ma anche sonate, concerti grossi, eccetera) in sei o in dodici. Quanto alla forma, se la struttura è chiaramente basata sulle suite di gusto francese, l'ordine dei pezzi (allemanda, corrente, sarabanda e giga) non è rigorosamente rispettato.
Le varie parti sono molto eterogenee, con pezzi mediocri e pezzi brillanti. Alcuni, comunque, raggiungono un notevole grado di complessità tecnica, come l'allegro della quarta suite (costituito da una grande fuga a tre voci), l'ultimo movimento della quinta suite (detto Il fabbro armonioso, un'aria con variazioni) e l'ultimo movimento della settima (la celebre passacaglia con sedici variazioni).
La raccolta di Händel apre brillantemente il decennio 1720-1730, che, con le sonate di Domenico Scarlatti, le partite di Johann Sebastian Bach e i libri di Jean-Philippe Rameau e François Couperin, segna l'apogeo della musica clavicembalistica in Europa.

## Le otto suite

### Suite num. 1 in la maggiore HWV 426
La prima suite consta di quattro movimenti: praeludium, allemanda, corrente e giga. Il preludio, in stile di ouverture francese, è una toccata con massicci accordi, scale e numerosi abbellimenti. L'allemanda, indicata come Andantino, è un pezzo leggero a due, tre, quattro e infine cinque voci. La corrente è una danza vivace ornata da numerosi abbellimenti. L'ultimo movimento, la giga, è un pezzo brillante in 12/8.

### Suite num. 2 in fa maggiore HWV 427
La seconda suite, più che essere una classica raccolta di danze, nella forma somiglia più a una sonata in quattro movimenti: adagio, allegro, adagio e allegro. L'adagio iniziale consiste in una ricca melodia in fa maggiore, modulata fino al la minore. Il secondo movimento è un allegro in fa maggiore con poche modulazioni. Il seguente adagio è un pezzo consistente in una melodia in re minore. L'ultimo movimento è una fuga a quattro voci.

### Suite num. 3 in re minore HWV 428
La terza suite comprende sei movimenti: praeludium, allegro, allemanda, corrente, aria e presto. Il preludio, indicato con Presto, consiste in rapide scale e passaggi di bravura e si conclude con una cadenza segnata come Adagio. Il secondo movimento, l'allegro, è una fuga. Il terzo, indicato come Quasi andantino, è nella classica forma dell'allemanda. La successiva corrente è un allegro in tempo ternario. L'aria, segnata con Non troppo lento, comprende un tema e cinque variazioni. La suite si chiude con un energico Presto in ritmo ternario, ripreso poi dallo stesso Händel nel concerto per organo e orchestra HWV 309.

### Suite num. 4 in mi minore HWV 429
La quarta suite si compone di sei movimenti: allegro, allemanda, corrente, sarabande, presto e giga. Indicato con Allegro, il primo movimento è una fuga a quattro voci, conclusa con una cadenza in adagio. L'allemanda, in Allegro moderato, consiste in un morbido intreccio di voci. La successiva corrente, in Allegretto tranquillo, è un movimento a tre, quattro e poi cinque voci. La sarabanda, contrassegnata Allegretto con moto, è un breve movimento contemplativo. La giga finale, in 12/8 e segnata con Vivace, è un pezzo veloce di agilità.

### Suite num. 5 in mi maggiore HWV 430
La quinta suite è composta da quattro movimenti: praeludium, allemanda, corrente e aria. Dopo un breve preludio di apertura, un'allemanda indicata con Andantino è seguita da una brillante corrente. Il movimento conclusivo, tuttavia, è quello che ha garantito l'immortalità a quest'opera. Si tratta infatti dell'Aria con cinque variazioni, meglio conosciuta come Il fabbro armonioso.

### Suite num. 6 in fa diesis minore HWV 431
La sesta suite è composta da praeludium, largo, allegro e giga. Dopo un intenso preludio, il successivo largo consiste in un pezzo cupo ornato da poderosi accordi e trilli. L'allegro è una fuga che inizia con un tema discendente, ma che aggiunge voci a voci fino a culminare in una cadenza in adagio a sette voci. La giga finale, indicata come Presto, si snoda attraverso numerose modulazioni fino alla cupa cadenza finale.

### Suite num. 7 in sol minore HWV 432
La settima suite è fra le più imponenti e comprende sei movimenti: ouverture, andante, allegro, sarabanda, giga e passacaglia. Il primo movimento consiste in una classica ouverture in stile francese, con un inizio lento seguito da una parte veloce con un tema eseguito in terze, seste e ottave. Il secondo movimento, l'andante, è costituito da una melodia elegantemente ornata. Il terzo movimento è un allegro a due voci in tempo 3/8. La sarabanda, indicata come Andante con moto, è una serie estremamente semplice di accordi a tre e quattro voci. La giga, un energico pezzo in ritmo classico, è seguita da uno dei brani più conosciuti di Händel, la celebre Passacaglia con 16 variazioni, un monumentale movimento contrappuntistico, successivamente riutilizzata da Händel stesso nel concerto per organo e orchestra HWV 306.

### Suite num. 8 in fa minore HWV 433
L'ottava suite comprende cinque movimenti: adagio, allegro, allemanda, corrente e giga. Uno dei sottotitoli all'edizione del 1720 delle suite era Lezioni, quindi si presume che Händel utilizzasse questi brani con i suoi allievi allo scopo di migliorare la loro padronanza della tastiera. Gli studenti che si cimentarono con questa suite, tuttavia, dovevano essere a livello piuttosto avanzato, in quanto la tonalità e la struttura dei movimenti sono molto complesse. L'adagio iniziale, dopo un inizio tranquillo, si arricchisce di voci e di abbellimenti. L'allegro successivo consiste in una fuga a quattro voci conclusa da una cadenza a sette. L'allemanda e la corrente sono caratterizzate da un elaborato contrappunto. La giga conclusiva, in stile classico, porta poi a un intenso finale.